# Liste der Kulturdenkmäler in Heisdorf
In der Liste der Kulturdenkmäler in Heisdorf sind alle Kulturdenkmäler der rheinland-pfälzischen Ortsgemeinde Heisdorf aufgeführt. Grundlage ist die Denkmalliste des Landes Rheinland-Pfalz (Stand: 27. Juni 2022).

## Einzeldenkmäler
| Bezeichnung | Lage                        | Baujahr | Beschreibung                       | Bild |
| ----------- | --------------------------- | ------- | ---------------------------------- | ---- |
| Wegekreuz   | Hauptstraße, bei Nr. 6 Lage | 1807    | hohes Schaftkreuz, bezeichnet 1807 | BW   |